# Nenad Petrović
Nenad Petrović (Zagabria, 7 settembre 1907 – Zagabria, 9 novembre 1989) è stato un compositore di scacchi croato, Grande Maestro della composizione (1976) e Campione del mondo di soluzione problemi (1947).

## Attività
Ha composto circa 700 problemi di scacchi di tutti i generi, diretti in due, tre e più mosse, inversi e bizzarrie. Ha ricevuto circa 200 premiazioni, tra cui 60 primi premi. È stato presidente della PCCC (Permanent Commission of Chess Composition, sezione della FIDE per la composizione di problemi e studi) dal 1957 al 1964, e in seguito presidente onorario a vita. Nel 1958 ha organizzato a Pirano il primo congresso problemistico mondiale.
Ha diretto la rivista jugoslava Problem dalla fondazione (1951) fino alla morte, ed è stato il principale promotore e redattore di tredici edizioni degli Album FIDE, contenenti le migliori composizioni del periodo 1914-1982. La rivista Problem ha pubblicato una raccolta di 132 suoi problemi.
Petrović si è occupato anche della realizzazione di task. Nel 1964 è riuscito a costruire una posizione legale nella quale il bianco può fare 218 diverse mosse. Nel 1969 compose un task di matto in 271 mosse, il problema diretto più lungo con una posizione iniziale legale. Per i suoi risultati in questo campo, è stato chiamato « the man of tasks ».
Nel 1948 ha tentato di valutare il numero di diverse partite di scacchi teoricamente possibili,  arrivando alla cifra iperbolica di 1010800. Per dare un'idea dell'enormità di questo numero, è stato valutato in "solo"  1079 il numero totale di elettroni, protoni e neutroni dell'universo osservabile. Ha anche valutato in 1032 il numero di posizioni legali costruibili.
Di professione Petrović era un ingegnere civile, specialista nella costruzione di ponti.

## Problemi d'esempio
|   | a | b | c | d | e | f | g | h |   |
| 8 | b7 donna del bianco · d7 re del bianco · h7 cavallo del nero · b6 alfiere del bianco · b5 re del nero · b2 pedone del bianco | b7 donna del bianco · d7 re del bianco · h7 cavallo del nero · b6 alfiere del bianco · b5 re del nero · b2 pedone del bianco | b7 donna del bianco · d7 re del bianco · h7 cavallo del nero · b6 alfiere del bianco · b5 re del nero · b2 pedone del bianco | b7 donna del bianco · d7 re del bianco · h7 cavallo del nero · b6 alfiere del bianco · b5 re del nero · b2 pedone del bianco | b7 donna del bianco · d7 re del bianco · h7 cavallo del nero · b6 alfiere del bianco · b5 re del nero · b2 pedone del bianco | b7 donna del bianco · d7 re del bianco · h7 cavallo del nero · b6 alfiere del bianco · b5 re del nero · b2 pedone del bianco | b7 donna del bianco · d7 re del bianco · h7 cavallo del nero · b6 alfiere del bianco · b5 re del nero · b2 pedone del bianco | b7 donna del bianco · d7 re del bianco · h7 cavallo del nero · b6 alfiere del bianco · b5 re del nero · b2 pedone del bianco | 8 |
| 7 | b7 donna del bianco · d7 re del bianco · h7 cavallo del nero · b6 alfiere del bianco · b5 re del nero · b2 pedone del bianco | b7 donna del bianco · d7 re del bianco · h7 cavallo del nero · b6 alfiere del bianco · b5 re del nero · b2 pedone del bianco | b7 donna del bianco · d7 re del bianco · h7 cavallo del nero · b6 alfiere del bianco · b5 re del nero · b2 pedone del bianco | b7 donna del bianco · d7 re del bianco · h7 cavallo del nero · b6 alfiere del bianco · b5 re del nero · b2 pedone del bianco | b7 donna del bianco · d7 re del bianco · h7 cavallo del nero · b6 alfiere del bianco · b5 re del nero · b2 pedone del bianco | b7 donna del bianco · d7 re del bianco · h7 cavallo del nero · b6 alfiere del bianco · b5 re del nero · b2 pedone del bianco | b7 donna del bianco · d7 re del bianco · h7 cavallo del nero · b6 alfiere del bianco · b5 re del nero · b2 pedone del bianco | b7 donna del bianco · d7 re del bianco · h7 cavallo del nero · b6 alfiere del bianco · b5 re del nero · b2 pedone del bianco | 7 |
| 6 | b7 donna del bianco · d7 re del bianco · h7 cavallo del nero · b6 alfiere del bianco · b5 re del nero · b2 pedone del bianco | b7 donna del bianco · d7 re del bianco · h7 cavallo del nero · b6 alfiere del bianco · b5 re del nero · b2 pedone del bianco | b7 donna del bianco · d7 re del bianco · h7 cavallo del nero · b6 alfiere del bianco · b5 re del nero · b2 pedone del bianco | b7 donna del bianco · d7 re del bianco · h7 cavallo del nero · b6 alfiere del bianco · b5 re del nero · b2 pedone del bianco | b7 donna del bianco · d7 re del bianco · h7 cavallo del nero · b6 alfiere del bianco · b5 re del nero · b2 pedone del bianco | b7 donna del bianco · d7 re del bianco · h7 cavallo del nero · b6 alfiere del bianco · b5 re del nero · b2 pedone del bianco | b7 donna del bianco · d7 re del bianco · h7 cavallo del nero · b6 alfiere del bianco · b5 re del nero · b2 pedone del bianco | b7 donna del bianco · d7 re del bianco · h7 cavallo del nero · b6 alfiere del bianco · b5 re del nero · b2 pedone del bianco | 6 |
| 5 | b7 donna del bianco · d7 re del bianco · h7 cavallo del nero · b6 alfiere del bianco · b5 re del nero · b2 pedone del bianco | b7 donna del bianco · d7 re del bianco · h7 cavallo del nero · b6 alfiere del bianco · b5 re del nero · b2 pedone del bianco | b7 donna del bianco · d7 re del bianco · h7 cavallo del nero · b6 alfiere del bianco · b5 re del nero · b2 pedone del bianco | b7 donna del bianco · d7 re del bianco · h7 cavallo del nero · b6 alfiere del bianco · b5 re del nero · b2 pedone del bianco | b7 donna del bianco · d7 re del bianco · h7 cavallo del nero · b6 alfiere del bianco · b5 re del nero · b2 pedone del bianco | b7 donna del bianco · d7 re del bianco · h7 cavallo del nero · b6 alfiere del bianco · b5 re del nero · b2 pedone del bianco | b7 donna del bianco · d7 re del bianco · h7 cavallo del nero · b6 alfiere del bianco · b5 re del nero · b2 pedone del bianco | b7 donna del bianco · d7 re del bianco · h7 cavallo del nero · b6 alfiere del bianco · b5 re del nero · b2 pedone del bianco | 5 |
| 4 | b7 donna del bianco · d7 re del bianco · h7 cavallo del nero · b6 alfiere del bianco · b5 re del nero · b2 pedone del bianco | b7 donna del bianco · d7 re del bianco · h7 cavallo del nero · b6 alfiere del bianco · b5 re del nero · b2 pedone del bianco | b7 donna del bianco · d7 re del bianco · h7 cavallo del nero · b6 alfiere del bianco · b5 re del nero · b2 pedone del bianco | b7 donna del bianco · d7 re del bianco · h7 cavallo del nero · b6 alfiere del bianco · b5 re del nero · b2 pedone del bianco | b7 donna del bianco · d7 re del bianco · h7 cavallo del nero · b6 alfiere del bianco · b5 re del nero · b2 pedone del bianco | b7 donna del bianco · d7 re del bianco · h7 cavallo del nero · b6 alfiere del bianco · b5 re del nero · b2 pedone del bianco | b7 donna del bianco · d7 re del bianco · h7 cavallo del nero · b6 alfiere del bianco · b5 re del nero · b2 pedone del bianco | b7 donna del bianco · d7 re del bianco · h7 cavallo del nero · b6 alfiere del bianco · b5 re del nero · b2 pedone del bianco | 4 |
| 3 | b7 donna del bianco · d7 re del bianco · h7 cavallo del nero · b6 alfiere del bianco · b5 re del nero · b2 pedone del bianco | b7 donna del bianco · d7 re del bianco · h7 cavallo del nero · b6 alfiere del bianco · b5 re del nero · b2 pedone del bianco | b7 donna del bianco · d7 re del bianco · h7 cavallo del nero · b6 alfiere del bianco · b5 re del nero · b2 pedone del bianco | b7 donna del bianco · d7 re del bianco · h7 cavallo del nero · b6 alfiere del bianco · b5 re del nero · b2 pedone del bianco | b7 donna del bianco · d7 re del bianco · h7 cavallo del nero · b6 alfiere del bianco · b5 re del nero · b2 pedone del bianco | b7 donna del bianco · d7 re del bianco · h7 cavallo del nero · b6 alfiere del bianco · b5 re del nero · b2 pedone del bianco | b7 donna del bianco · d7 re del bianco · h7 cavallo del nero · b6 alfiere del bianco · b5 re del nero · b2 pedone del bianco | b7 donna del bianco · d7 re del bianco · h7 cavallo del nero · b6 alfiere del bianco · b5 re del nero · b2 pedone del bianco | 3 |
| 2 | b7 donna del bianco · d7 re del bianco · h7 cavallo del nero · b6 alfiere del bianco · b5 re del nero · b2 pedone del bianco | b7 donna del bianco · d7 re del bianco · h7 cavallo del nero · b6 alfiere del bianco · b5 re del nero · b2 pedone del bianco | b7 donna del bianco · d7 re del bianco · h7 cavallo del nero · b6 alfiere del bianco · b5 re del nero · b2 pedone del bianco | b7 donna del bianco · d7 re del bianco · h7 cavallo del nero · b6 alfiere del bianco · b5 re del nero · b2 pedone del bianco | b7 donna del bianco · d7 re del bianco · h7 cavallo del nero · b6 alfiere del bianco · b5 re del nero · b2 pedone del bianco | b7 donna del bianco · d7 re del bianco · h7 cavallo del nero · b6 alfiere del bianco · b5 re del nero · b2 pedone del bianco | b7 donna del bianco · d7 re del bianco · h7 cavallo del nero · b6 alfiere del bianco · b5 re del nero · b2 pedone del bianco | b7 donna del bianco · d7 re del bianco · h7 cavallo del nero · b6 alfiere del bianco · b5 re del nero · b2 pedone del bianco | 2 |
| 1 | b7 donna del bianco · d7 re del bianco · h7 cavallo del nero · b6 alfiere del bianco · b5 re del nero · b2 pedone del bianco | b7 donna del bianco · d7 re del bianco · h7 cavallo del nero · b6 alfiere del bianco · b5 re del nero · b2 pedone del bianco | b7 donna del bianco · d7 re del bianco · h7 cavallo del nero · b6 alfiere del bianco · b5 re del nero · b2 pedone del bianco | b7 donna del bianco · d7 re del bianco · h7 cavallo del nero · b6 alfiere del bianco · b5 re del nero · b2 pedone del bianco | b7 donna del bianco · d7 re del bianco · h7 cavallo del nero · b6 alfiere del bianco · b5 re del nero · b2 pedone del bianco | b7 donna del bianco · d7 re del bianco · h7 cavallo del nero · b6 alfiere del bianco · b5 re del nero · b2 pedone del bianco | b7 donna del bianco · d7 re del bianco · h7 cavallo del nero · b6 alfiere del bianco · b5 re del nero · b2 pedone del bianco | b7 donna del bianco · d7 re del bianco · h7 cavallo del nero · b6 alfiere del bianco · b5 re del nero · b2 pedone del bianco | 1 |
|   | a | b | c | d | e | f | g | h |   |

|   | a | b | c | d | e | f | g | h |   |
| 8 | b8 cavallo del nero · e8 re del nero · f8 torre del nero · c7 re del bianco · e7 pedone del nero · g7 donna del bianco · h7 pedone del nero · a6 pedone del nero · d6 pedone del nero · e6 cavallo del bianco · g6 cavallo del nero · c5 pedone del nero · b4 pedone del nero · c4 torre del nero · f3 pedone del nero · a2 alfiere del bianco · f1 alfiere del nero | b8 cavallo del nero · e8 re del nero · f8 torre del nero · c7 re del bianco · e7 pedone del nero · g7 donna del bianco · h7 pedone del nero · a6 pedone del nero · d6 pedone del nero · e6 cavallo del bianco · g6 cavallo del nero · c5 pedone del nero · b4 pedone del nero · c4 torre del nero · f3 pedone del nero · a2 alfiere del bianco · f1 alfiere del nero | b8 cavallo del nero · e8 re del nero · f8 torre del nero · c7 re del bianco · e7 pedone del nero · g7 donna del bianco · h7 pedone del nero · a6 pedone del nero · d6 pedone del nero · e6 cavallo del bianco · g6 cavallo del nero · c5 pedone del nero · b4 pedone del nero · c4 torre del nero · f3 pedone del nero · a2 alfiere del bianco · f1 alfiere del nero | b8 cavallo del nero · e8 re del nero · f8 torre del nero · c7 re del bianco · e7 pedone del nero · g7 donna del bianco · h7 pedone del nero · a6 pedone del nero · d6 pedone del nero · e6 cavallo del bianco · g6 cavallo del nero · c5 pedone del nero · b4 pedone del nero · c4 torre del nero · f3 pedone del nero · a2 alfiere del bianco · f1 alfiere del nero | b8 cavallo del nero · e8 re del nero · f8 torre del nero · c7 re del bianco · e7 pedone del nero · g7 donna del bianco · h7 pedone del nero · a6 pedone del nero · d6 pedone del nero · e6 cavallo del bianco · g6 cavallo del nero · c5 pedone del nero · b4 pedone del nero · c4 torre del nero · f3 pedone del nero · a2 alfiere del bianco · f1 alfiere del nero | b8 cavallo del nero · e8 re del nero · f8 torre del nero · c7 re del bianco · e7 pedone del nero · g7 donna del bianco · h7 pedone del nero · a6 pedone del nero · d6 pedone del nero · e6 cavallo del bianco · g6 cavallo del nero · c5 pedone del nero · b4 pedone del nero · c4 torre del nero · f3 pedone del nero · a2 alfiere del bianco · f1 alfiere del nero | b8 cavallo del nero · e8 re del nero · f8 torre del nero · c7 re del bianco · e7 pedone del nero · g7 donna del bianco · h7 pedone del nero · a6 pedone del nero · d6 pedone del nero · e6 cavallo del bianco · g6 cavallo del nero · c5 pedone del nero · b4 pedone del nero · c4 torre del nero · f3 pedone del nero · a2 alfiere del bianco · f1 alfiere del nero | b8 cavallo del nero · e8 re del nero · f8 torre del nero · c7 re del bianco · e7 pedone del nero · g7 donna del bianco · h7 pedone del nero · a6 pedone del nero · d6 pedone del nero · e6 cavallo del bianco · g6 cavallo del nero · c5 pedone del nero · b4 pedone del nero · c4 torre del nero · f3 pedone del nero · a2 alfiere del bianco · f1 alfiere del nero | 8 |
| 7 | b8 cavallo del nero · e8 re del nero · f8 torre del nero · c7 re del bianco · e7 pedone del nero · g7 donna del bianco · h7 pedone del nero · a6 pedone del nero · d6 pedone del nero · e6 cavallo del bianco · g6 cavallo del nero · c5 pedone del nero · b4 pedone del nero · c4 torre del nero · f3 pedone del nero · a2 alfiere del bianco · f1 alfiere del nero | b8 cavallo del nero · e8 re del nero · f8 torre del nero · c7 re del bianco · e7 pedone del nero · g7 donna del bianco · h7 pedone del nero · a6 pedone del nero · d6 pedone del nero · e6 cavallo del bianco · g6 cavallo del nero · c5 pedone del nero · b4 pedone del nero · c4 torre del nero · f3 pedone del nero · a2 alfiere del bianco · f1 alfiere del nero | b8 cavallo del nero · e8 re del nero · f8 torre del nero · c7 re del bianco · e7 pedone del nero · g7 donna del bianco · h7 pedone del nero · a6 pedone del nero · d6 pedone del nero · e6 cavallo del bianco · g6 cavallo del nero · c5 pedone del nero · b4 pedone del nero · c4 torre del nero · f3 pedone del nero · a2 alfiere del bianco · f1 alfiere del nero | b8 cavallo del nero · e8 re del nero · f8 torre del nero · c7 re del bianco · e7 pedone del nero · g7 donna del bianco · h7 pedone del nero · a6 pedone del nero · d6 pedone del nero · e6 cavallo del bianco · g6 cavallo del nero · c5 pedone del nero · b4 pedone del nero · c4 torre del nero · f3 pedone del nero · a2 alfiere del bianco · f1 alfiere del nero | b8 cavallo del nero · e8 re del nero · f8 torre del nero · c7 re del bianco · e7 pedone del nero · g7 donna del bianco · h7 pedone del nero · a6 pedone del nero · d6 pedone del nero · e6 cavallo del bianco · g6 cavallo del nero · c5 pedone del nero · b4 pedone del nero · c4 torre del nero · f3 pedone del nero · a2 alfiere del bianco · f1 alfiere del nero | b8 cavallo del nero · e8 re del nero · f8 torre del nero · c7 re del bianco · e7 pedone del nero · g7 donna del bianco · h7 pedone del nero · a6 pedone del nero · d6 pedone del nero · e6 cavallo del bianco · g6 cavallo del nero · c5 pedone del nero · b4 pedone del nero · c4 torre del nero · f3 pedone del nero · a2 alfiere del bianco · f1 alfiere del nero | b8 cavallo del nero · e8 re del nero · f8 torre del nero · c7 re del bianco · e7 pedone del nero · g7 donna del bianco · h7 pedone del nero · a6 pedone del nero · d6 pedone del nero · e6 cavallo del bianco · g6 cavallo del nero · c5 pedone del nero · b4 pedone del nero · c4 torre del nero · f3 pedone del nero · a2 alfiere del bianco · f1 alfiere del nero | b8 cavallo del nero · e8 re del nero · f8 torre del nero · c7 re del bianco · e7 pedone del nero · g7 donna del bianco · h7 pedone del nero · a6 pedone del nero · d6 pedone del nero · e6 cavallo del bianco · g6 cavallo del nero · c5 pedone del nero · b4 pedone del nero · c4 torre del nero · f3 pedone del nero · a2 alfiere del bianco · f1 alfiere del nero | 7 |
| 6 | b8 cavallo del nero · e8 re del nero · f8 torre del nero · c7 re del bianco · e7 pedone del nero · g7 donna del bianco · h7 pedone del nero · a6 pedone del nero · d6 pedone del nero · e6 cavallo del bianco · g6 cavallo del nero · c5 pedone del nero · b4 pedone del nero · c4 torre del nero · f3 pedone del nero · a2 alfiere del bianco · f1 alfiere del nero | b8 cavallo del nero · e8 re del nero · f8 torre del nero · c7 re del bianco · e7 pedone del nero · g7 donna del bianco · h7 pedone del nero · a6 pedone del nero · d6 pedone del nero · e6 cavallo del bianco · g6 cavallo del nero · c5 pedone del nero · b4 pedone del nero · c4 torre del nero · f3 pedone del nero · a2 alfiere del bianco · f1 alfiere del nero | b8 cavallo del nero · e8 re del nero · f8 torre del nero · c7 re del bianco · e7 pedone del nero · g7 donna del bianco · h7 pedone del nero · a6 pedone del nero · d6 pedone del nero · e6 cavallo del bianco · g6 cavallo del nero · c5 pedone del nero · b4 pedone del nero · c4 torre del nero · f3 pedone del nero · a2 alfiere del bianco · f1 alfiere del nero | b8 cavallo del nero · e8 re del nero · f8 torre del nero · c7 re del bianco · e7 pedone del nero · g7 donna del bianco · h7 pedone del nero · a6 pedone del nero · d6 pedone del nero · e6 cavallo del bianco · g6 cavallo del nero · c5 pedone del nero · b4 pedone del nero · c4 torre del nero · f3 pedone del nero · a2 alfiere del bianco · f1 alfiere del nero | b8 cavallo del nero · e8 re del nero · f8 torre del nero · c7 re del bianco · e7 pedone del nero · g7 donna del bianco · h7 pedone del nero · a6 pedone del nero · d6 pedone del nero · e6 cavallo del bianco · g6 cavallo del nero · c5 pedone del nero · b4 pedone del nero · c4 torre del nero · f3 pedone del nero · a2 alfiere del bianco · f1 alfiere del nero | b8 cavallo del nero · e8 re del nero · f8 torre del nero · c7 re del bianco · e7 pedone del nero · g7 donna del bianco · h7 pedone del nero · a6 pedone del nero · d6 pedone del nero · e6 cavallo del bianco · g6 cavallo del nero · c5 pedone del nero · b4 pedone del nero · c4 torre del nero · f3 pedone del nero · a2 alfiere del bianco · f1 alfiere del nero | b8 cavallo del nero · e8 re del nero · f8 torre del nero · c7 re del bianco · e7 pedone del nero · g7 donna del bianco · h7 pedone del nero · a6 pedone del nero · d6 pedone del nero · e6 cavallo del bianco · g6 cavallo del nero · c5 pedone del nero · b4 pedone del nero · c4 torre del nero · f3 pedone del nero · a2 alfiere del bianco · f1 alfiere del nero | b8 cavallo del nero · e8 re del nero · f8 torre del nero · c7 re del bianco · e7 pedone del nero · g7 donna del bianco · h7 pedone del nero · a6 pedone del nero · d6 pedone del nero · e6 cavallo del bianco · g6 cavallo del nero · c5 pedone del nero · b4 pedone del nero · c4 torre del nero · f3 pedone del nero · a2 alfiere del bianco · f1 alfiere del nero | 6 |
| 5 | b8 cavallo del nero · e8 re del nero · f8 torre del nero · c7 re del bianco · e7 pedone del nero · g7 donna del bianco · h7 pedone del nero · a6 pedone del nero · d6 pedone del nero · e6 cavallo del bianco · g6 cavallo del nero · c5 pedone del nero · b4 pedone del nero · c4 torre del nero · f3 pedone del nero · a2 alfiere del bianco · f1 alfiere del nero | b8 cavallo del nero · e8 re del nero · f8 torre del nero · c7 re del bianco · e7 pedone del nero · g7 donna del bianco · h7 pedone del nero · a6 pedone del nero · d6 pedone del nero · e6 cavallo del bianco · g6 cavallo del nero · c5 pedone del nero · b4 pedone del nero · c4 torre del nero · f3 pedone del nero · a2 alfiere del bianco · f1 alfiere del nero | b8 cavallo del nero · e8 re del nero · f8 torre del nero · c7 re del bianco · e7 pedone del nero · g7 donna del bianco · h7 pedone del nero · a6 pedone del nero · d6 pedone del nero · e6 cavallo del bianco · g6 cavallo del nero · c5 pedone del nero · b4 pedone del nero · c4 torre del nero · f3 pedone del nero · a2 alfiere del bianco · f1 alfiere del nero | b8 cavallo del nero · e8 re del nero · f8 torre del nero · c7 re del bianco · e7 pedone del nero · g7 donna del bianco · h7 pedone del nero · a6 pedone del nero · d6 pedone del nero · e6 cavallo del bianco · g6 cavallo del nero · c5 pedone del nero · b4 pedone del nero · c4 torre del nero · f3 pedone del nero · a2 alfiere del bianco · f1 alfiere del nero | b8 cavallo del nero · e8 re del nero · f8 torre del nero · c7 re del bianco · e7 pedone del nero · g7 donna del bianco · h7 pedone del nero · a6 pedone del nero · d6 pedone del nero · e6 cavallo del bianco · g6 cavallo del nero · c5 pedone del nero · b4 pedone del nero · c4 torre del nero · f3 pedone del nero · a2 alfiere del bianco · f1 alfiere del nero | b8 cavallo del nero · e8 re del nero · f8 torre del nero · c7 re del bianco · e7 pedone del nero · g7 donna del bianco · h7 pedone del nero · a6 pedone del nero · d6 pedone del nero · e6 cavallo del bianco · g6 cavallo del nero · c5 pedone del nero · b4 pedone del nero · c4 torre del nero · f3 pedone del nero · a2 alfiere del bianco · f1 alfiere del nero | b8 cavallo del nero · e8 re del nero · f8 torre del nero · c7 re del bianco · e7 pedone del nero · g7 donna del bianco · h7 pedone del nero · a6 pedone del nero · d6 pedone del nero · e6 cavallo del bianco · g6 cavallo del nero · c5 pedone del nero · b4 pedone del nero · c4 torre del nero · f3 pedone del nero · a2 alfiere del bianco · f1 alfiere del nero | b8 cavallo del nero · e8 re del nero · f8 torre del nero · c7 re del bianco · e7 pedone del nero · g7 donna del bianco · h7 pedone del nero · a6 pedone del nero · d6 pedone del nero · e6 cavallo del bianco · g6 cavallo del nero · c5 pedone del nero · b4 pedone del nero · c4 torre del nero · f3 pedone del nero · a2 alfiere del bianco · f1 alfiere del nero | 5 |
| 4 | b8 cavallo del nero · e8 re del nero · f8 torre del nero · c7 re del bianco · e7 pedone del nero · g7 donna del bianco · h7 pedone del nero · a6 pedone del nero · d6 pedone del nero · e6 cavallo del bianco · g6 cavallo del nero · c5 pedone del nero · b4 pedone del nero · c4 torre del nero · f3 pedone del nero · a2 alfiere del bianco · f1 alfiere del nero | b8 cavallo del nero · e8 re del nero · f8 torre del nero · c7 re del bianco · e7 pedone del nero · g7 donna del bianco · h7 pedone del nero · a6 pedone del nero · d6 pedone del nero · e6 cavallo del bianco · g6 cavallo del nero · c5 pedone del nero · b4 pedone del nero · c4 torre del nero · f3 pedone del nero · a2 alfiere del bianco · f1 alfiere del nero | b8 cavallo del nero · e8 re del nero · f8 torre del nero · c7 re del bianco · e7 pedone del nero · g7 donna del bianco · h7 pedone del nero · a6 pedone del nero · d6 pedone del nero · e6 cavallo del bianco · g6 cavallo del nero · c5 pedone del nero · b4 pedone del nero · c4 torre del nero · f3 pedone del nero · a2 alfiere del bianco · f1 alfiere del nero | b8 cavallo del nero · e8 re del nero · f8 torre del nero · c7 re del bianco · e7 pedone del nero · g7 donna del bianco · h7 pedone del nero · a6 pedone del nero · d6 pedone del nero · e6 cavallo del bianco · g6 cavallo del nero · c5 pedone del nero · b4 pedone del nero · c4 torre del nero · f3 pedone del nero · a2 alfiere del bianco · f1 alfiere del nero | b8 cavallo del nero · e8 re del nero · f8 torre del nero · c7 re del bianco · e7 pedone del nero · g7 donna del bianco · h7 pedone del nero · a6 pedone del nero · d6 pedone del nero · e6 cavallo del bianco · g6 cavallo del nero · c5 pedone del nero · b4 pedone del nero · c4 torre del nero · f3 pedone del nero · a2 alfiere del bianco · f1 alfiere del nero | b8 cavallo del nero · e8 re del nero · f8 torre del nero · c7 re del bianco · e7 pedone del nero · g7 donna del bianco · h7 pedone del nero · a6 pedone del nero · d6 pedone del nero · e6 cavallo del bianco · g6 cavallo del nero · c5 pedone del nero · b4 pedone del nero · c4 torre del nero · f3 pedone del nero · a2 alfiere del bianco · f1 alfiere del nero | b8 cavallo del nero · e8 re del nero · f8 torre del nero · c7 re del bianco · e7 pedone del nero · g7 donna del bianco · h7 pedone del nero · a6 pedone del nero · d6 pedone del nero · e6 cavallo del bianco · g6 cavallo del nero · c5 pedone del nero · b4 pedone del nero · c4 torre del nero · f3 pedone del nero · a2 alfiere del bianco · f1 alfiere del nero | b8 cavallo del nero · e8 re del nero · f8 torre del nero · c7 re del bianco · e7 pedone del nero · g7 donna del bianco · h7 pedone del nero · a6 pedone del nero · d6 pedone del nero · e6 cavallo del bianco · g6 cavallo del nero · c5 pedone del nero · b4 pedone del nero · c4 torre del nero · f3 pedone del nero · a2 alfiere del bianco · f1 alfiere del nero | 4 |
| 3 | b8 cavallo del nero · e8 re del nero · f8 torre del nero · c7 re del bianco · e7 pedone del nero · g7 donna del bianco · h7 pedone del nero · a6 pedone del nero · d6 pedone del nero · e6 cavallo del bianco · g6 cavallo del nero · c5 pedone del nero · b4 pedone del nero · c4 torre del nero · f3 pedone del nero · a2 alfiere del bianco · f1 alfiere del nero | b8 cavallo del nero · e8 re del nero · f8 torre del nero · c7 re del bianco · e7 pedone del nero · g7 donna del bianco · h7 pedone del nero · a6 pedone del nero · d6 pedone del nero · e6 cavallo del bianco · g6 cavallo del nero · c5 pedone del nero · b4 pedone del nero · c4 torre del nero · f3 pedone del nero · a2 alfiere del bianco · f1 alfiere del nero | b8 cavallo del nero · e8 re del nero · f8 torre del nero · c7 re del bianco · e7 pedone del nero · g7 donna del bianco · h7 pedone del nero · a6 pedone del nero · d6 pedone del nero · e6 cavallo del bianco · g6 cavallo del nero · c5 pedone del nero · b4 pedone del nero · c4 torre del nero · f3 pedone del nero · a2 alfiere del bianco · f1 alfiere del nero | b8 cavallo del nero · e8 re del nero · f8 torre del nero · c7 re del bianco · e7 pedone del nero · g7 donna del bianco · h7 pedone del nero · a6 pedone del nero · d6 pedone del nero · e6 cavallo del bianco · g6 cavallo del nero · c5 pedone del nero · b4 pedone del nero · c4 torre del nero · f3 pedone del nero · a2 alfiere del bianco · f1 alfiere del nero | b8 cavallo del nero · e8 re del nero · f8 torre del nero · c7 re del bianco · e7 pedone del nero · g7 donna del bianco · h7 pedone del nero · a6 pedone del nero · d6 pedone del nero · e6 cavallo del bianco · g6 cavallo del nero · c5 pedone del nero · b4 pedone del nero · c4 torre del nero · f3 pedone del nero · a2 alfiere del bianco · f1 alfiere del nero | b8 cavallo del nero · e8 re del nero · f8 torre del nero · c7 re del bianco · e7 pedone del nero · g7 donna del bianco · h7 pedone del nero · a6 pedone del nero · d6 pedone del nero · e6 cavallo del bianco · g6 cavallo del nero · c5 pedone del nero · b4 pedone del nero · c4 torre del nero · f3 pedone del nero · a2 alfiere del bianco · f1 alfiere del nero | b8 cavallo del nero · e8 re del nero · f8 torre del nero · c7 re del bianco · e7 pedone del nero · g7 donna del bianco · h7 pedone del nero · a6 pedone del nero · d6 pedone del nero · e6 cavallo del bianco · g6 cavallo del nero · c5 pedone del nero · b4 pedone del nero · c4 torre del nero · f3 pedone del nero · a2 alfiere del bianco · f1 alfiere del nero | b8 cavallo del nero · e8 re del nero · f8 torre del nero · c7 re del bianco · e7 pedone del nero · g7 donna del bianco · h7 pedone del nero · a6 pedone del nero · d6 pedone del nero · e6 cavallo del bianco · g6 cavallo del nero · c5 pedone del nero · b4 pedone del nero · c4 torre del nero · f3 pedone del nero · a2 alfiere del bianco · f1 alfiere del nero | 3 |
| 2 | b8 cavallo del nero · e8 re del nero · f8 torre del nero · c7 re del bianco · e7 pedone del nero · g7 donna del bianco · h7 pedone del nero · a6 pedone del nero · d6 pedone del nero · e6 cavallo del bianco · g6 cavallo del nero · c5 pedone del nero · b4 pedone del nero · c4 torre del nero · f3 pedone del nero · a2 alfiere del bianco · f1 alfiere del nero | b8 cavallo del nero · e8 re del nero · f8 torre del nero · c7 re del bianco · e7 pedone del nero · g7 donna del bianco · h7 pedone del nero · a6 pedone del nero · d6 pedone del nero · e6 cavallo del bianco · g6 cavallo del nero · c5 pedone del nero · b4 pedone del nero · c4 torre del nero · f3 pedone del nero · a2 alfiere del bianco · f1 alfiere del nero | b8 cavallo del nero · e8 re del nero · f8 torre del nero · c7 re del bianco · e7 pedone del nero · g7 donna del bianco · h7 pedone del nero · a6 pedone del nero · d6 pedone del nero · e6 cavallo del bianco · g6 cavallo del nero · c5 pedone del nero · b4 pedone del nero · c4 torre del nero · f3 pedone del nero · a2 alfiere del bianco · f1 alfiere del nero | b8 cavallo del nero · e8 re del nero · f8 torre del nero · c7 re del bianco · e7 pedone del nero · g7 donna del bianco · h7 pedone del nero · a6 pedone del nero · d6 pedone del nero · e6 cavallo del bianco · g6 cavallo del nero · c5 pedone del nero · b4 pedone del nero · c4 torre del nero · f3 pedone del nero · a2 alfiere del bianco · f1 alfiere del nero | b8 cavallo del nero · e8 re del nero · f8 torre del nero · c7 re del bianco · e7 pedone del nero · g7 donna del bianco · h7 pedone del nero · a6 pedone del nero · d6 pedone del nero · e6 cavallo del bianco · g6 cavallo del nero · c5 pedone del nero · b4 pedone del nero · c4 torre del nero · f3 pedone del nero · a2 alfiere del bianco · f1 alfiere del nero | b8 cavallo del nero · e8 re del nero · f8 torre del nero · c7 re del bianco · e7 pedone del nero · g7 donna del bianco · h7 pedone del nero · a6 pedone del nero · d6 pedone del nero · e6 cavallo del bianco · g6 cavallo del nero · c5 pedone del nero · b4 pedone del nero · c4 torre del nero · f3 pedone del nero · a2 alfiere del bianco · f1 alfiere del nero | b8 cavallo del nero · e8 re del nero · f8 torre del nero · c7 re del bianco · e7 pedone del nero · g7 donna del bianco · h7 pedone del nero · a6 pedone del nero · d6 pedone del nero · e6 cavallo del bianco · g6 cavallo del nero · c5 pedone del nero · b4 pedone del nero · c4 torre del nero · f3 pedone del nero · a2 alfiere del bianco · f1 alfiere del nero | b8 cavallo del nero · e8 re del nero · f8 torre del nero · c7 re del bianco · e7 pedone del nero · g7 donna del bianco · h7 pedone del nero · a6 pedone del nero · d6 pedone del nero · e6 cavallo del bianco · g6 cavallo del nero · c5 pedone del nero · b4 pedone del nero · c4 torre del nero · f3 pedone del nero · a2 alfiere del bianco · f1 alfiere del nero | 2 |
| 1 | b8 cavallo del nero · e8 re del nero · f8 torre del nero · c7 re del bianco · e7 pedone del nero · g7 donna del bianco · h7 pedone del nero · a6 pedone del nero · d6 pedone del nero · e6 cavallo del bianco · g6 cavallo del nero · c5 pedone del nero · b4 pedone del nero · c4 torre del nero · f3 pedone del nero · a2 alfiere del bianco · f1 alfiere del nero | b8 cavallo del nero · e8 re del nero · f8 torre del nero · c7 re del bianco · e7 pedone del nero · g7 donna del bianco · h7 pedone del nero · a6 pedone del nero · d6 pedone del nero · e6 cavallo del bianco · g6 cavallo del nero · c5 pedone del nero · b4 pedone del nero · c4 torre del nero · f3 pedone del nero · a2 alfiere del bianco · f1 alfiere del nero | b8 cavallo del nero · e8 re del nero · f8 torre del nero · c7 re del bianco · e7 pedone del nero · g7 donna del bianco · h7 pedone del nero · a6 pedone del nero · d6 pedone del nero · e6 cavallo del bianco · g6 cavallo del nero · c5 pedone del nero · b4 pedone del nero · c4 torre del nero · f3 pedone del nero · a2 alfiere del bianco · f1 alfiere del nero | b8 cavallo del nero · e8 re del nero · f8 torre del nero · c7 re del bianco · e7 pedone del nero · g7 donna del bianco · h7 pedone del nero · a6 pedone del nero · d6 pedone del nero · e6 cavallo del bianco · g6 cavallo del nero · c5 pedone del nero · b4 pedone del nero · c4 torre del nero · f3 pedone del nero · a2 alfiere del bianco · f1 alfiere del nero | b8 cavallo del nero · e8 re del nero · f8 torre del nero · c7 re del bianco · e7 pedone del nero · g7 donna del bianco · h7 pedone del nero · a6 pedone del nero · d6 pedone del nero · e6 cavallo del bianco · g6 cavallo del nero · c5 pedone del nero · b4 pedone del nero · c4 torre del nero · f3 pedone del nero · a2 alfiere del bianco · f1 alfiere del nero | b8 cavallo del nero · e8 re del nero · f8 torre del nero · c7 re del bianco · e7 pedone del nero · g7 donna del bianco · h7 pedone del nero · a6 pedone del nero · d6 pedone del nero · e6 cavallo del bianco · g6 cavallo del nero · c5 pedone del nero · b4 pedone del nero · c4 torre del nero · f3 pedone del nero · a2 alfiere del bianco · f1 alfiere del nero | b8 cavallo del nero · e8 re del nero · f8 torre del nero · c7 re del bianco · e7 pedone del nero · g7 donna del bianco · h7 pedone del nero · a6 pedone del nero · d6 pedone del nero · e6 cavallo del bianco · g6 cavallo del nero · c5 pedone del nero · b4 pedone del nero · c4 torre del nero · f3 pedone del nero · a2 alfiere del bianco · f1 alfiere del nero | b8 cavallo del nero · e8 re del nero · f8 torre del nero · c7 re del bianco · e7 pedone del nero · g7 donna del bianco · h7 pedone del nero · a6 pedone del nero · d6 pedone del nero · e6 cavallo del bianco · g6 cavallo del nero · c5 pedone del nero · b4 pedone del nero · c4 torre del nero · f3 pedone del nero · a2 alfiere del bianco · f1 alfiere del nero | 1 |
|   | a | b | c | d | e | f | g | h |   |